# Pawlet
Pawlet és una població dels Estats Units a l'estat de Vermont. Segons el cens del 2000 tenia 1.394 habitants.

## Demografia
Segons el cens del 2000, Pawlet tenia 1.394 habitants, 575 habitatges, i 396 famílies. La densitat de població era de 12,5 habitants per km².
Dels 575 habitatges en un 29,4% hi vivien nens de menys de 18 anys, en un 56,5% hi vivien parelles casades, en un 8,5% dones solteres, i en un 31% no eren unitats familiars. En el 26,1% dels habitatges hi vivien persones soles l'11,7% de les quals corresponia a persones de 65 anys o més que vivien soles. El nombre mitjà de persones vivint en cada habitatge era de 2,42 i el nombre mitjà de persones que vivien en cada família era de 2,92.
Per edats la població es repartia de la següent manera: un 24,8% tenia menys de 18 anys, un 5,1% entre 18 i 24, un 27% entre 25 i 44, un 27,3% de 45 a 60 i un 15,8% 65 anys o més.
L'edat mediana era de 40 anys. Per cada 100 dones de 18 o més anys hi havia 101,5 homes.
La renda mediana per habitatge era de 36.429 $ i la renda mediana per família de 42.750 $. Els homes tenien una renda mediana de 27.847 $ mentre que les dones 22.262 $. La renda per capita de la població era de 20.726 $. Entorn del 8,3% de les famílies i el 9,5% de la població estaven per davall del llindar de pobresa.